# 大胡陶
大胡陶（匈牙利語：Nagyhuta）是匈牙利包尔绍德-奥包乌伊-曾普伦州所辖的一个村，与小胡陶相邻。总面积35.06平方公里，总人口73，人口密度2.1人/平方公里（2011年1月1日）。